# Villafranca (Navarra)
Villafranca és un municipi de Navarra, a la comarca de Ribera Arga-Aragón, dins la merindad de Tudela. Limita al nord, oest i sud amb Milagro, Funes, Marcilla i Caparroso, a l'est amb Cadreita i amb les Bardenas Reales.

## Demografia
| Evolució demogràfica                                   | Evolució demogràfica | Evolució demogràfica | Evolució demogràfica | Evolució demogràfica | Evolució demogràfica | Evolució demogràfica | Evolució demogràfica | Evolució demogràfica | Evolució demogràfica | Evolució demogràfica |
| 1996                                                   | 1998                 | 1999                 | 2000                 | 2001                 | 2002                 | 2003                 | 2004                 | 2005                 | 2006                 | 2007                 |
| ------------------------------------------------------ | -------------------- | -------------------- | -------------------- | -------------------- | -------------------- | -------------------- | -------------------- | -------------------- | -------------------- | -------------------- |
| 2 515                                                  | 2 520                | 2 530                | 2 510                | 2 618                | 2 691                | 2 688                | 2 733                | 2 802                | 2 881                | 2 892                |
| Fonts: Villafranca i Institut d'Estadística de Navarra |                      |                      |                      |                      |                      |                      |                      |                      |                      |                      |

## Història
En 1834, durant la primera guerra carlina, els defensors liberals es refugiaren en l'església, que fou cremada per Tomás de Zumalacárregui y de Imaz, i els qui es van rendir foren afusellats.

## Persones il·lustres
- Jesús Glaría, Glaría IV (1942-1978): futbolista internacional que jugà a l'Atlètic de Madrid i al RCD Espanyol.
- Julia Álvarez Resano, mestra i advocada, diputada durant la Segona República morta a l'exili
- Miguel Piramuelles, músic
- Serafín García Muñoz, futbolista del Barça, Osasuna i Llevant de la dècada de 1960.